# 交響曲第1番 (モーツァルト)
交響曲第1番 変ホ長調 K. 16 は、ヴォルフガング・アマデウス・モーツァルトが作曲した現存する最初の交響曲である。

## 概要

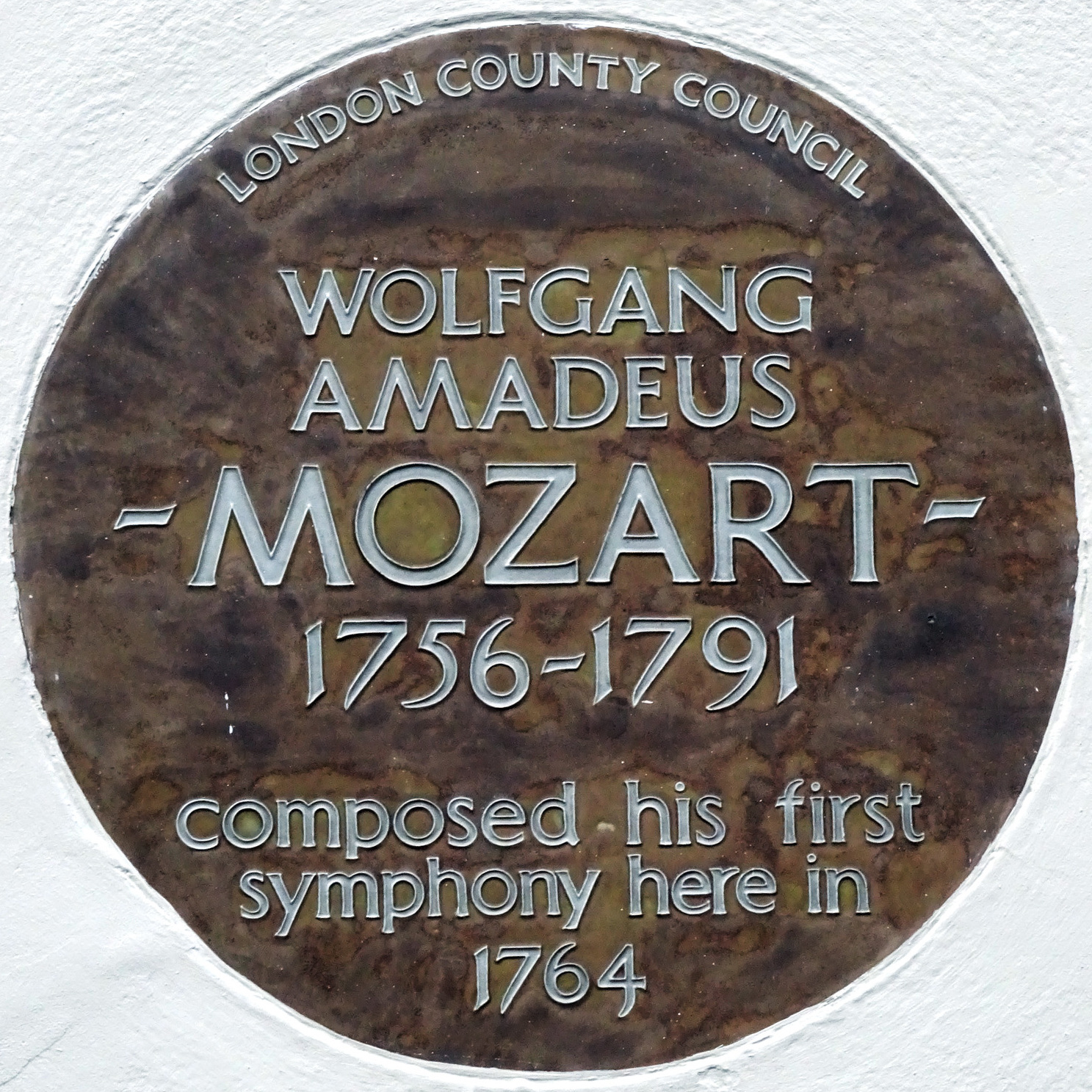
『交響曲第1番K.16』を作曲した場所を示す史跡案内板。ロンドンのベルグレイヴィア地区、エブリー・ストリート180番地にて

本作はモーツァルト一家がロンドン滞在中の1764年頃に書かれ、1765年2月21日にヘイマーケットの小劇場で行われたとされている。僅か8歳のときの作品であり、自筆譜には父レオポルトによる修正の跡が数多く見られる。当時のロンドンを代表するシンフォニスト、ヨハン・クリスティアン・バッハやカール・フリードリヒ・アーベルの影響が認められる。自筆譜はヤギェウォ大学のヤギェウォ図書館に所蔵されている。

## 編成

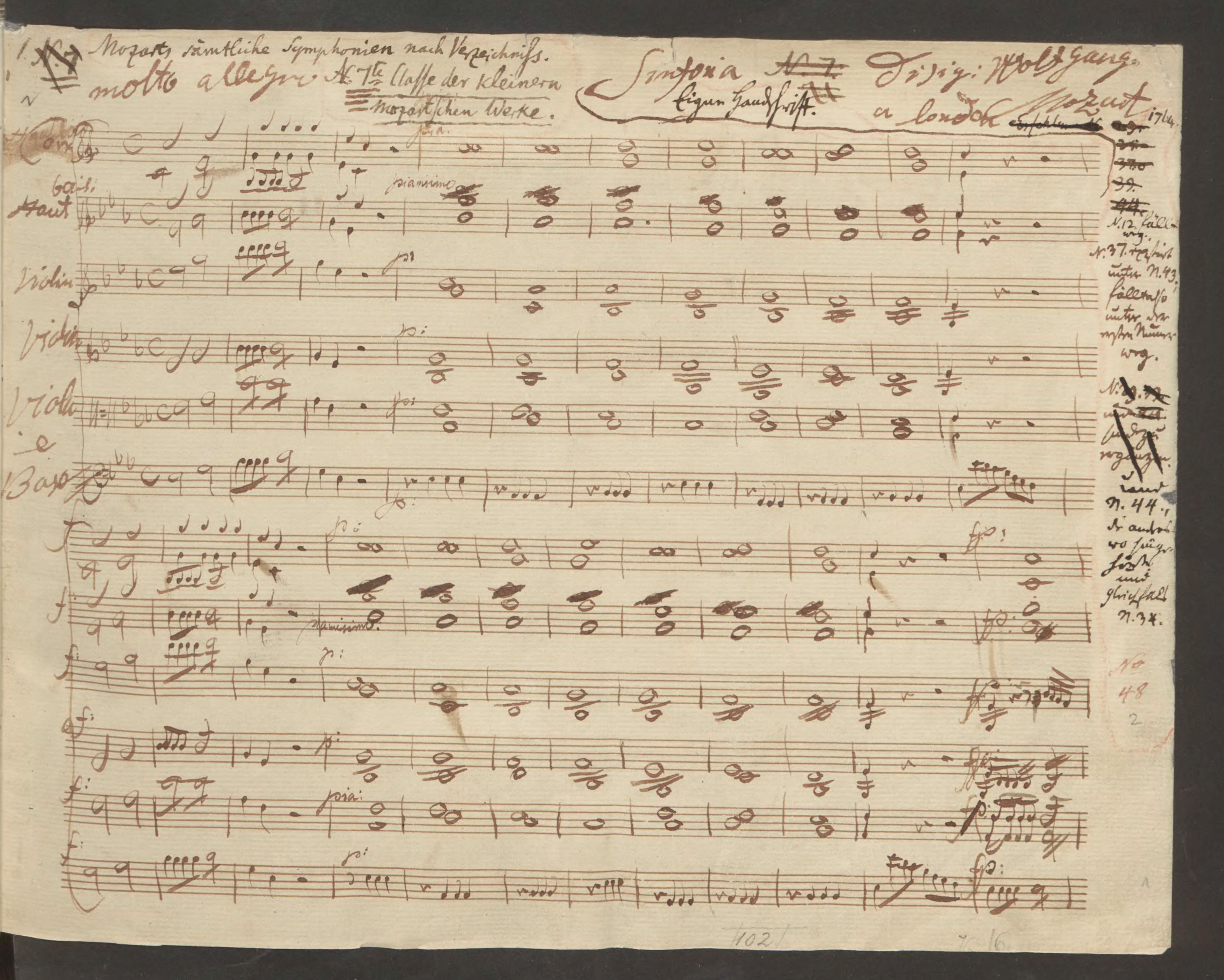
『交響曲第1番K.16』自筆総譜・第1頁

- オーボエ 2、ホルン 2、第1ヴァイオリン、第2ヴァイオリン、ヴィオラ、数字付き低音

## 演奏時間
約12分（提示部の繰り返しを含む、各6分、4分、2分の割合）

## 曲の構成
3つの楽章からなり、イタリア式序曲風の急 - 緩 - 急の楽章配置をとる。3楽章構成の交響曲は、モーツァルトの初期の交響曲における典型的な形式である。4楽章構成になるのはもっと後のことである。
- 第1楽章 アレグロ・モルト
変ホ長調、4分の4拍子、ソナタ形式。展開部はやや小規模である。

- 第2楽章 アンダンテ
ハ短調、4分の2拍子。
緩徐楽章で、ほとんど全体に渡って16分音符の3連符が伴奏として奏される。中間部には、"E♭ - F - A♭ - G"という音形が登場するが、これは彼のその後の作品のいくつかに登場し、特に最後の交響曲である第41番ハ長調 K. 551「ジュピター」の終楽章で有名となったため『ジュピター音型（ジュピター主題）』と呼ばれるが、これはこの音型が初めて交響曲に登場した例となる。
- 第3楽章 プレスト
変ホ長調、8分の3拍子。
急速で活発なフィナーレである。静かな音と大きな音、ヴァイオリンのみで演奏されるフレーズとトゥッティ、といった対比が見られる。